# Шмелёв, Дмитрий Николаевич
Дми́трий Никола́евич Шмелёв (10 января 1926, Москва — 6 ноября 1993, Москва) — советский лингвист, доктор филологических наук, профессор, академик АН СССР (1987). Труды по лексической семантике русского языка, стилистике и языку художественной литературы; писал стихи и прозу.

## Биография
Родился в семье московских врачей: отец — академик АМН СССР, директор Института туберкулёза Николай Андреевич Шмелёв, мать — Надежда Саввишна, урождённая Драгунова. Окончив школу экстерном, поступил в МГИМО, откуда после третьего курса перевёлся на филологический факультет МГУ им. М. В. Ломоносова (окончил в 1951 году). Ученик В. В. Виноградова. Кандидат филологических наук (1955, диссертация «Значение и употребление формы повелительного наклонения в современном русском литературном языке»). Преподавал в средней школе и в ряде педагогических вузов; с 1967 года — в МГПИ им. В. И. Ленина.
В 1955—1958 годах работал в Институте языкознания АН СССР, с 1958 года — в Институте русского языка; заведовал сектором, впоследствии отделом современного русского языка. Докторская диссертация «Проблемы семантического анализа лексики» (1969). Член-корреспондент АН СССР по Отделению литературы и языка (языкознание) с 26 декабря 1984 года, действительный член АН СССР с 23 декабря 1987 года. Председатель Орфографической комиссии Академии наук (1989—1993).
Жена, Т. В. Булыгина, и сын, А. Д. Шмелёв, — также известные лингвисты.
Похоронен на Троекуровском кладбище.

## Вклад в науку
Исследования Д. Н. Шмелёва сыграли важную роль в развитии теоретической семантики и русской лексикологии. Наиболее известна его монография «Проблемы семантического анализа лексики» (1973), написанная на основе докторской диссертации; ряд её положений был впоследствии развит в рамках Московской семантической школы. Автор популярного вузовского учебника по лексикологии современного русского языка. Занимался также проблемами исторической эволюции грамматики, русской исторической лексикологией, русским синтаксисом, особенно много — исследованием общих проблем стилистики, языка и стиля художественной литературы. Д. Н. Шмелёв был и сам не чужд литературному творчеству; его стихотворные и прозаические опыты были опубликованы посмертно в составе его избранных трудов.

## Основные публикации
- Архаические формы в современном русском языке. М.: Учпедгиз, 1960.
- Слово и образ. М.: Наука, 1964.
- Очерки по семасиологии русского языка. М.: Просвещение, 1964.
- Проблемы семантического анализа лексики (на материале русского языка). М.: Наука, 1973.
- Синтаксическая членимость высказывания в современном русском языке. М.: Наука, 1976.
- Русский язык в его функциональных разновидностях (к постановке проблемы). М.: Наука, 1977.
- Современный русский язык. Лексика: Учебное пособие. М.: Просвещение, 1977.
- Избранные труды по русскому языку. М.: Языки славянской культуры, 2002. — ISBN 5-94457-036-9